# Мыс

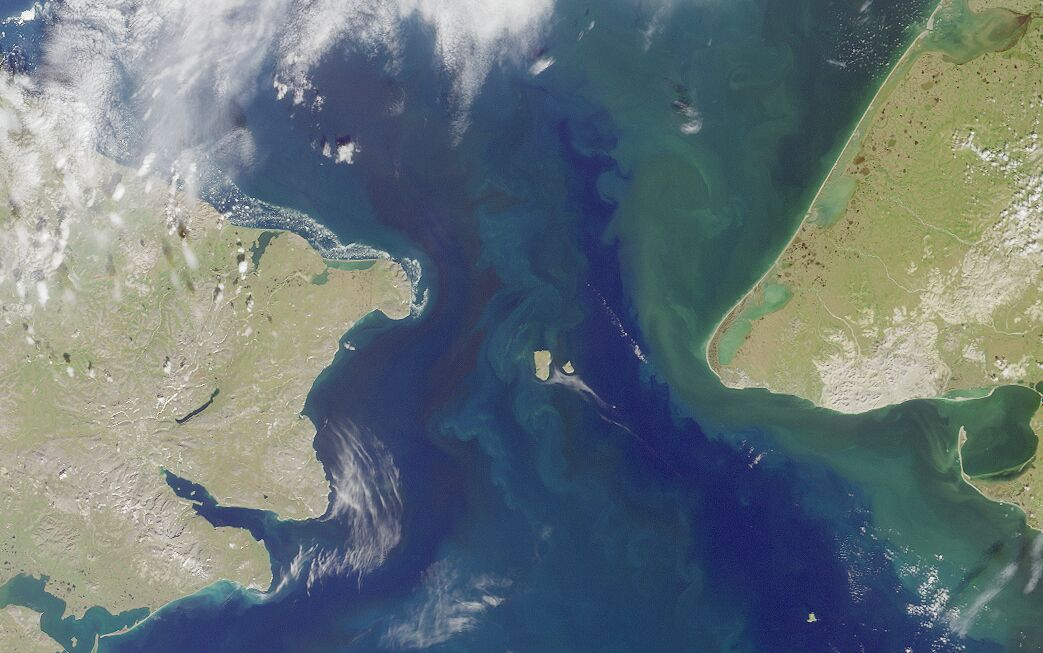
Мыс Дежнёва (Российская Федерация) и мыс Принца Уэльского (США)

Мыс — участок суши, выдающийся острым углом в море, озеро, реку. Может быть сложен как коренными породами, так и наносами.

## Формирование
Своим существованием мысы, как правило, обязаны процессам эрозии. Предпосылкой для появления мыса служит наличие на береговой линии одновременно мягких и твёрдых пород. Мягкие породы, такие как песок, разрушаются под действием волн существенно быстрее, чем твёрдые. В результате образуется мыс.

## Геология и география
Формирование мысов, как правило, происходит на пересечённых участках береговой линии, где мягкие и твёрдые породы располагаются поочерёдно рядами перпендикулярно фронту волн прибоя. Появление мыса приводит к тому, что больша́я часть энергии волны переносится на него. В результате энергия волны не достигает береговой линии, а воздействует на мыс, что иногда вызывает изменение формы мыса, превращая его в пещеру или природную арку.

## Известные мысы
- Мыс Матапан (Мыс Тенарон) — Греция (упомянут в древнегреческих легендах)
- Мыс Геллес — Турция (Галлипольский полуостров)
- Мыс Доброй Надежды или мыс Бурь — ЮАР
- Мыс Игольный (Агульяс) (Cape Agulhas) — ЮАР (самая южная точка Африки)
- Мыс Сейшас — Бразилия (самый восточный мыс Бразилии)
- Мыс Гвардафуй — Сомали (самый восточный мыс Африканского континента)
- Мыс Рас-Хафун или Мыс Элефант (Слон) — Сомали (самая северная точка Сомали, граница Аденского залива, по виду напоминает лежащего слона)
- Мыс Горн — Чили
- Мыс Дежнёва — Россия (самая крайняя восточная материковая точка России и всей Евразии)
- Мыс Принца Уэльского — США (Аляска)
- Мыс Финистерре — Испания
- Мыс Канаверал — США (Флорида)

## Географические и исторические события, происходящие у известных мысов
| Название мыса                                                                                   | Расположение мыса | Истори-ческая дата                 | Событие | Примечание |
| ----------------------------------------------------------------------------------------------- | --- | ---------------------------------- | --- | --- |
| Мыс Марроки (мыс Тарифа)                                                                        | Самая южная точка континентальной Европы. Расположен на окраине города Тарифа в испанской провинции Кадис. Технически находится в юго-западной части бывшего острова Лас-Паломас, соединённого с материком дамбой. Южная оконечность мыса находится почти на 36-м градусе северной широты. Мыс находится в самом узком месте Гибралтарского пролива. Расстояние до африканского берега составляет 14 км | 710 год                            | В 710 году арабский военачальник Тариф (откуда и происходит название города и одно из названий мыса) высадился у мыса Марроки с войском из 500 человек и занялся грабежом населения, вернувшись затем с богатой добычей, в основном, женщинами в Северную Африку. Набег Тарифа стал одной из причин высадки в следующем году Тарика ибн Зияда и последующего арабского завоевания Андалусии. | Остров Лас-Паломас целиком занят военной частью, доступ публики на мыс Марроки закрыт. На мысу находится маяк, построенный там в 1826 году. |
| Мыс Буждур, Кабо-Бохадор, Бохадор, Богадор (фр. Boujdour, исп. Cabo Bojador, араб. رأس بوجادور‎) | Находится в 170 км к юго-западу от Эль-Аюна (Марокко), на берегу Атлантического океана. | 1434 год                           | Португальский моряк Жил Эанеш — первый европейский мореход, обогнувший мыс Бохадор в 1434 году. До этого мыс считался непреодолимым из-за сильных северо-восточных ветров. Но страшней ветров для мореходов были суеверия: в течение многих веков считалось, что за этим мысом судоходство невозможно, потому что море кишит чудовищами, а снасти кораблей загораются. Это поверье было разрушено сообщением Жила Эанеша, обогнувшего мыс Бохадор и уже из Гвинеи сообщившего, что «плыть под парусами здесь так же легко, как и у нас дома…» | Начиная с 1434 года, открывается новый маршрут для португальских и других европейских судов к югу Африки и позднее к Индии. В связи с активизацией морских перевозок на мысу появляется портовый посёлок (сегодня город Буждур). Город получил название по мысу, на котором находится. Слово Бохадор произошло от арабского «Абу Кхатар», что значит буквально «Отец опасности». Буждур — французская версия названия. |
| Мыс Пальмас (англ. Cape Palmas)                                                                 | Мыс на юго-востоке побережья Либерии, близ границы с Республикой Кот-д’Ивуар. Является западной границей Гвинейского залива. | 1458 год                           | Мыс был открыт в 1458 году португальской экспедицией Диогу Гомиша, одного из капитанов Энрике Мореплавателя. Португальцы дали ему название «Cabo das Palmas» (то есть «Мыс пальм»), поскольку поблизости в изобилии росли эти деревья. | Представляет собой небольшой скалистый полуостров, соединяющийся с континентом песчаными перешейками. Поблизости впадают в океан реки Хофман и Кавалли. |
| Мыс Бурь или Мыс Доброй Надежды (африк. Kaap die Goeie Hoop, англ. Cape of Good Hope)           | Расположен в ЮАР на Капском полуострове южнее Кейптауна. | 1488 год                           | В 1488 году мыс Доброй Надежды был открыт португальским мореплавателем Бартоломеу Диашем и назван Мысом Бурь. Однако португальский король Жуан II переименовал мыс, оправданно надеясь на то, что теперь откроется морской путь в Индию. | Он является самой крайней юго-западной точкой Африки, что подтверждает и надпись с точными координатами, установленная на площадке перед мысом. |
| Мыс Доброй Надежды (африк. Kaap die Goeie Hoop, англ. Cape of Good Hope)                        | Расположен в ЮАР на Капском полуострове южнее Кейптауна. | 1497 год                           | В 1497 году Васко да Гама, обогнув Мыс Доброй Надежды, проложил морской путь до индийского побережья. Таким образом, «Добрая Надежда» короля Жуана оправдалась, и за мысом на века закрепилось его знаменитое имя. | Мыс является самой крайней юго-западной точкой Африки, что подтверждает и надпись с точными координатами, установленная на площадке перед мысом. |
| Мыс Сан-Аугустин (позднее мыс Ка́бу-Бра́нку) (порт. Cabo Branco — «белый мыс»)                    | Мыс в Бразилии, в 8 км к северо-востоку от города Жуан-Песоа. | 1500 год                           | Был открыт испанским мореплавателем Диего Лепе в 1500 году и назван в честь Святого Августина — Сан-Агустин. | На утёсах мыса расположен маяк, на котором есть знак самой восточной точки материка, однако точно установлено, что крайней точкой является находящийся рядом мыс Сейшас. |
| Мыс Месурадо (англ. cape Mesurado) или мыс Монсэррадо (англ. cape Monserrado)                   | Выступающая часть побережья в Либерии южнее устья реки Сент-Пол. | 1560-х                             | Был назван португальскими моряками мысом Месурадо в 1560-х годах. | Впоследствии на мысу расположилась столица Либерии — город Монровия. |
| Мыс Фроуорд (исп. Cabo Froward)                                                                 | Мыс на берегу Магелланова пролива, на полуострове Брансуик, примерно в 100 км к югу от Пунта-Аренаса, самая южная континентальная точка Южной Америки. | 1587 год                           | Такое название он получил в январе 1587 года от английского пирата Т. Кэвендиша из-за сложных условий прохождения мимо него и неблагоприятного климата. | В переводе с английского «Froward» означает «своевольный, поступающий наперекор, неблагоприятный». |
| Мыс Горн (нидерл. Kaap Hoorn, исп. Cabo de Hornos)                                              | Крайняя южная точка архипелага Огненная Земля, расположен на острове Горн, омываемом водами пролива Дрейка. | 1616 год                           | Открыт в 1616 году голландскими мореплавателями Якобом Лемером и В. Схаутеном. Назван по имени родного города Схаутена — Хорна. | К северу от мыса Горн лежит островная территория — самая «дальняя» суша, достигнутая и заселённая первобытным человеком, как биологическим видом, в его расселении по Земле. Мыс Горн не является южнейшей точкой Южной Америки, как континента. Примерно в 100 км к юго-западу от мыса Горн расположена группа небольших островов Диего-Рамирес, являющихся самой южной точкой континента.                            |
| Мыс Бичи-Хед (англ. Beachy Head)                                                                | Мыс на южном побережье Великобритании. | 1690 год                           | Мыс также известен морским сражением 1690 года, произошедшим недалеко от него и получившим название Сражение при Бичи-Хед. | Представляет собой меловую скалу в Восточном Суссексе близ Истборна, на большой своей протяжённости — практически отвесную. Высота достигает 162 м, это самая высокая меловая скала в Великобритании. |
| Мыс Финистерре (англ. Cape Finisterre, исп. Cabo Finisterre, галис. Cabo Fisterra)              | Мыс в Испании на побережье Атлантического океана. Многие считают мыс Финистерре самой западной точкой Испании, однако в окрестностях мыса есть более западная точка. | 1747 год                           | В 1747 году во время Войны за австрийское наследство у берегов мыса произошло два морских сражения. | Название мыса произошло от латинского Finisterrae в переводе означающее «конец земли». |
| Мыс Байрон (англ. Cape Byron)                                                                   | Самая восточная точка Австралийского континента (28°37′58″ ю. ш. 153°38′20″ в. д.). | 15 мая 1770 года                   | Назван Джеймсом Куком, проплывавшим мимо мыса 15 мая 1770 года, в честь Джона Байрона, совершившего кругосветное плавание на корабле «HMS Dolphin (1751)» в 1764—1766 годах. | - |
| Мыс Спартель (исп. Espartel, араб. رأس سبارتيل‎)                                                 | мыс в Марокко, расположен на входе в Гибралтарский пролив примерно в 10 км от города Танжер. | Октябрь 1782 года                  | Благодаря своему положению на стыке Средиземного моря и Атлантического океана район вокруг мыса имел стратегическое значение. В октябре 1782 года в ходе войны за независимость США произошло сражение между британцами и испанцами. | Недалеко от мыса располагался остров Спартель, который затонул примерно 12 тыс. лет назад. Некоторые исследователи полагают, что остров являлся легендарной Атлантидой. |
| Мыс Адэр                                                                                        | Расположен на крайнем северо-востоке региона Земля Виктории, Восточная Антарктида. Условно отделяет море Росса от Южного Океана | Январь 1841 года                   | Британец Джеймс Росс обнаружил мыс Адэр в январе 1841 и назвал его в честь своего друга виконта Адэра, который был родом из г. Адэр, совр. респ. Ирландия. | смотри 1895 год. |
| Мыс Финистерре (англ. Cape Finisterre, исп. Cabo Finisterre, галис. Cabo Fisterra)              | Мыс в Испании на побережье Атлантического океана. Многие считают мыс Финистерре самой западной точкой Испании, однако в окрестностях мыса есть более западная точка. | В ночь с 6 на 7 сентября 1870 года | В ночь с 6 на 7 сентября 1870 года в 20 милях от мыса перевернулся и затонул британский броненосец «Кэптен»; спасшиеся с него моряки высадились на Финистерре. | Смотри мыс Финистерре — 1990 год. |
| Мыс Адэр                                                                                        | Расположен на крайнем северо-востоке региона Земля Виктории, Восточная Антарктида. Условно отделяет море Росса от Южного Океана | 1895 год                           | Мыс Адэр сыграл важную роль в качестве места высадки и зимовки первых исследователей Антарктики | - |
| Мыс Геллес                                                                                      | Скалистый мыс на юго-западной оконечности Галлиполийского полуострова. | 1915 год                           | Мыс Геллес являлся ареной ожесточённых боёв между османскими и британскими войсками в 1915 году во время Дарданелльской операции Первой мировой войны. | В настоящее время на мысу находятся мемориалы и военные кладбища погибших в ходе этих боёв солдат и офицеров. |
| Мыс Спартель (исп. Espartel, араб. رأس سبارتيل‎)                                                 | Мыс в Марокко, расположен на входе в Гибралтарский пролив примерно в 10 км от города Танжер. | 1936 год                           | Благодаря своему положению на стыке Средиземного моря и Атлантического океана район вокруг мыса имел стратегическое значение. В годы гражданской войны в Испании рядом с мысом произошло морское сражение, результатом которого было снятие блокады Гибралтарского пролива Республиканской Испанией. | От мыса на юг простирается одна из самых протяжённых в мире пляжных линий (47 км), омываемая чистыми водами океана. |
| Мыс Фроуорд (исп. Cabo Froward)                                                                 | Мыс на берегу Магелланова пролива, на полуострове Брансуик, примерно в 100 км к югу от Пунта-Аренаса, самая южная континентальная точка Южной Америки. | 1987 год                           | На мысу построен большой металлический крест Cruz de los Mares в честь визита папы римского Иоанна Павла II в Чили в 1987 году. Планы установки креста на мысу существовали ещё с 1913 года. | - |
| Мыс Финистерре (англ. Cape Finisterre, исп. Cabo Finisterre, галис. галис. Cabo Fisterra)       | Мыс в Испании на побережье Атлантического океана. Многие считают мыс Финистерре самой западной точкой Испании, однако в окрестностях мыса есть более западная точка. | 1990 год                           | В 1990 году на мысу установлен памятник погибшим морякам «Кэптена». | Самая высокая точка мыса гора «Monte Facho» 238 метров над уровнем моря, на которой расположен маяк. |